# Pokesdown
Pokesdown är en stadsdel i Bournemouth, i distriktet Bournemouth, Christchurch and Poole, i grevskapet Dorset, i England. Pokesdown var en civil parish 1894–1902 när blev den en del av Bournemouth. Civil parish hade 4 930 invånare år 1901. Pokesdown var ett distrikt 1895–1901.